# Galanten pogovor
Galantni pogovor je mogoče datirati kmalu po Paterjevi predstavi za sprejem iz leta 1728, Podeželska zabava. Veselje vojakov (Pariz, Louvre), saj je bil par v ospredju uporabljen tudi v slednjem delu. Objemajoči se par v sredini na levi je surova predelava para iz Watteaujevega Le faux pas (Pariz, Louvre); motiv je Pater večkrat uporabil.
Neznanega datuma je sliko pridobil Richard Seymour-Conway, 4. markiz Hertfordski; narodu jo je zapustila Lady Wallace, 1897.